# Кастильо, Альберто
Альберто Кастильо (настоящая имя и фамилия — Альберто Сальвадор Де Лука) (исп. Alberto Castillo; 7 декабря 1914, Буэнос-Айрес — 23 июля 2002, Буэнос-Айрес) — певец аргентинского танго, актёр.

## Биография
Родился в семье итальянских иммигрантов. С самого детства проявлял интерес к музыке, в особенности к пению, рано начал заниматься игрой на скрипке. В 15-летнем возрасте гитарист Армандо Нейра (Armando Neira) пригласил юношу в свой музыкальный коллектив. Это был его первый профессиональный дебют. Для выступлений он взял псевдоним Alberto Dual, иногда также выступал под псевдонимом Carlos Duval.
Изучал медицину в Национальном университете Ла-Платы, получил специальность гинеколога.
Позже пел с оркестрами Хулио Де Каро (1934), Аугусто Педро Берто (1935) и Мариано Родас (1937).
В 1938 году ушёл из оркестра, занялся медициной, но вскоре присоединился к оркестру «Los Indios», которым руководит врач и пианист Рикардо Тантури. 8 января 1941 года вышел первый диск оркестра Tanturi с вокалистом Альберто Кастильо — так он принял свой окончательный псевдоним, буквально перед самым выходом первого диска Тантури.
С оркестром Tanturi связан его стиль, который был с ним всю его музыкальную карьеру: с широкими галстуками и платком в верхнем кармане. Был известен своими яркими жестами и манерой одеваться.
В 1940-х годах был известен как «El Cantor de los 100 Barrios Porteños» (Певец 100 районов Буэнос-Айреса).
Обладал характерным специфическим голосом/ Последний успех пришел к Кастильо в 1993 году, когда он записал диск «Siga el baile» с аргентинской рок-группой «Los Autenticos Decadentes».
В репертуаре Кастильо были танго, музыка кандомбле, перуанские песни, пасодобль и др.
Осуществил ряд гастролей по Южной Америке, США и Европе.

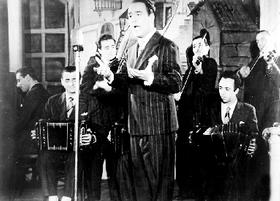

Снялся в 15 кинофильмах.

## Избранная фильмография
- 1946: Adiós pampa mía
- 1948: El tango vuelve a París
- 1948: Un tropezón cualquiera da en la vida
- 1948: Alma de bohemio
- 1950: La barra de la esquina
- 1951: Buenos Aires, mi tierra querida
- 1953: Por cuatro días locos
- 1955: Ritmo, amor y picardía
- 1956: Música, alegría y amor
- 1958: Luces de candilejas
- 1959: Nubes de humo
- 1976: El canto cuenta su historia